# Vioolbouwmuseum
Het Vioolbouwmuseum (Duits: Geigenbaumuseum) is een museum in Mittenwald in de Duitse deelstaat Beieren, Het is gewijd aan de vioolbouw die hier een traditie heeft sinds 1685.

## Geschiedenis

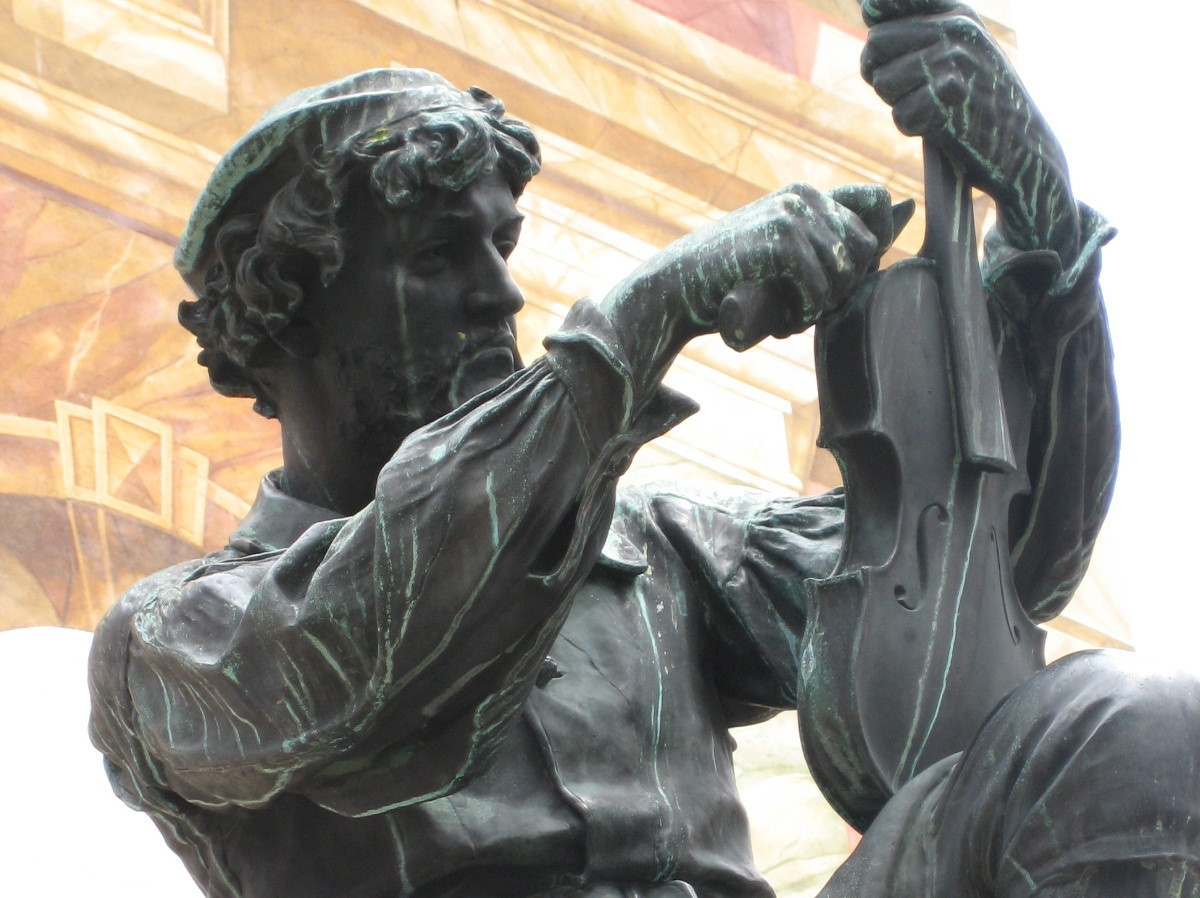
Matthias Klotz tijdens zijn werk

Het museum werd in 1930 opgericht en in 1960 verhuisd naar een historisch pand dat op de erfgoedlijst staat.
De opzet van het museum is tweeledig, namelijk de geschiedenis van Mittenwald en de vioolbouw. Beide thema's lopen in de geschiedenis van het dorp echter door elkaar heen, gezien de traditie van de vioolbouw voor Mittenwald teruggaat naar 1685 toen Matthias Klotz (1653-1743) hier zijn bedrijf vestigde in de bouw van luiten en violen.

## Collectie

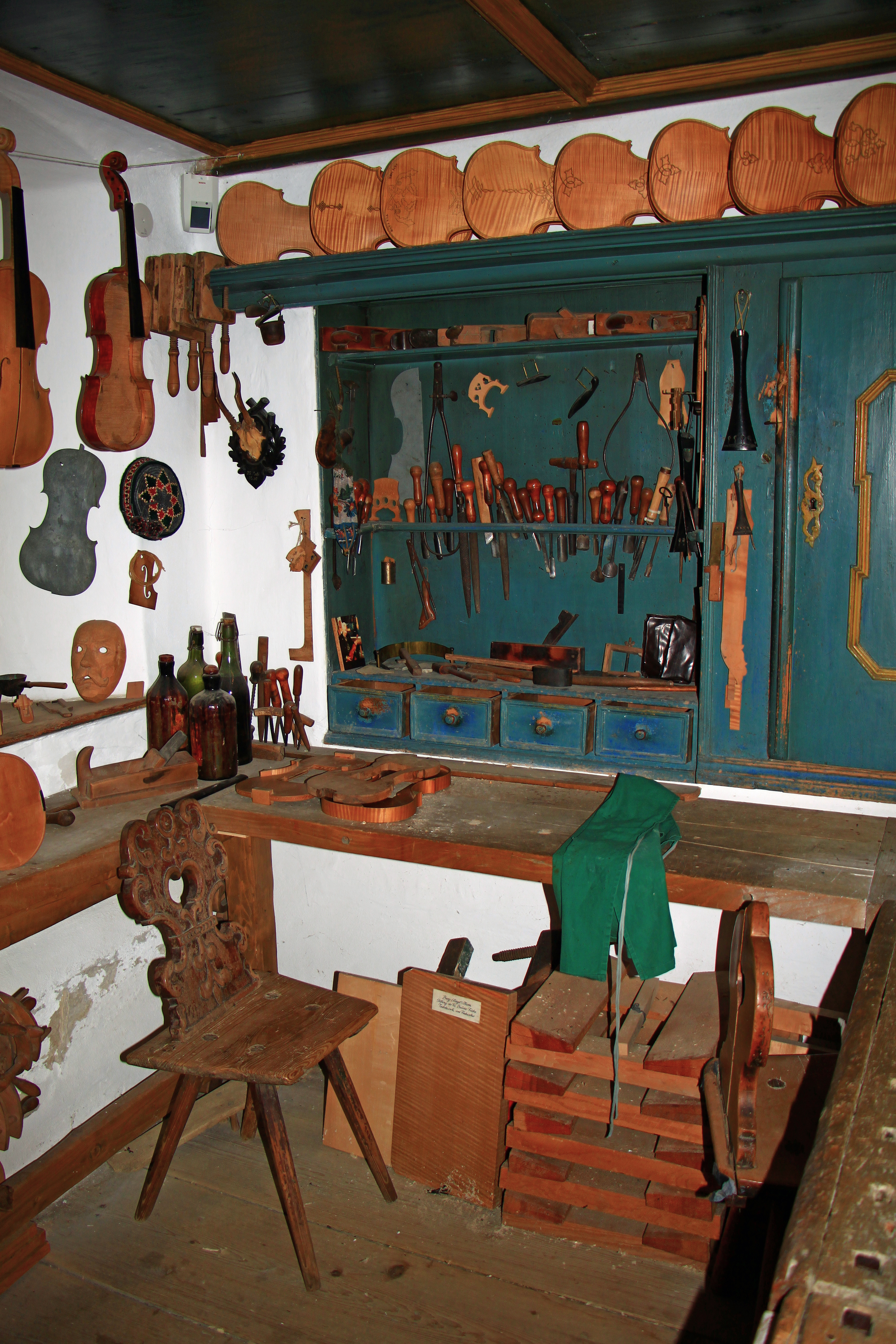
Vioolwerkplaats

Het museum heeft een verzameling van tweehonderd violen. Het zwaartepunt van de verzameling ligt op de barokke stijl. Tot deze periode kunnen ook de instrumenten van de vioolbouwer Matthias Klotz gerekend worden. Er zijn daarnaast ook violen uit de 19e en 20e eeuw te zien.
Behalve in stijl varieert de collectie ook in grootte, van contrabas tot violen voor kinderen. Ook worden andere instrumenten getoond, zoals gitaren, citers en cisters. Verder zijn er kaarten en afbeeldingen te zien en is er een werkplaats van een vioolbouwer nagebouwd. Er is ook filmmateriaal te zien en er kan geluisterd worden naar verschillende violen. Vanuit de functie van streekmuseum worden nog allerlei volkenkundige stukken getoond.